# Alberto Dainese
Alberto Dainese (25 maart 1998) is een Italiaans wielrenner.

## Carrière
Als junior won Dainese in 2016 een etappe in de Ronde van Basilicata.
In 2018 won Dainese de Trofeo Città di San Vendemiano, voor Francesco Romano en Francesco Di Felice.
Grote zeges boekte hij in de Ronde van Italië, zo won hij in 2022 de 11e etappe. Deze etappe eindigde in een massasprint, Fernando Gaviria eindigde als tweede achter Dainese. In 2023 won hij eveneens een etappe in de Ronde van Italië, ditmaal in een sprint met twee andere renners. In de 17e etappe versloeg hij Michael Matthews en landgenoot Jonathan Milan.

## Overwinningen
2016
3e etappe Ronde van Basilicata
2018
GP Dr. Eugeen Roggeman – Stekene
Trofeo Città di San Vendemiano
9e etappe deel A Girobio
1e etappe Giro della Regione Friuli Venezia Giulia
Puntenklassement Giro della Regione Friuli Venezia Giulia
2019
2e etappe Ronde van Normandië
Puntenklassement Rond van Normandië
2e, 3e en 6e etappe Ronde van Bretagne
Entre Brenne et Montmorillonnais
 Europees kampioen op de weg, beloften
3e etappe Ronde van Tsjechië
2020
1e etappe Herald Sun Tour
2022
11e etappe Ronde van Italië
2023
17e etappe Ronde van Italië
1e etappe Arctic Race of Norway
1e (ploegentijdrit) en 19e etappe Ronde van Spanje
2024
3e etappe Région Pays de la Loire Tour

## Resultaten in voornaamste wedstrijden
| Jaar | Ronde van Italië | Ronde van Frankrijk | Ronde van Spanje |
| ---- | ---------------- | ------------------- | ---------------- |
| 2020 |                  |                     |                  |
| 2021 |                  |                     | 129e             |
| 2022 | 122e (1)         | 100e                |                  |
| 2023 | 124e (1)         |                     | 144e (1)         |
| 2024 | 116e             |                     |                  |
| 2025 |                  | 119e                |                  |

| Jaar | Gent-Wevelgem | Ronde van Vlaanderen | Parijs-Roubaix |
| ---- | ------------- | -------------------- | -------------- |
| 2020 | opgave        | opgave               |                |
| 2021 |               |                      |                |
| 2022 |               |                      |                |
| 2023 |               |                      | 77e            |
| 2024 |               |                      |                |
| 2025 |               |                      |                |

## Ploegen
- 2018 –  SEG Racing Academy (vanaf 03-09)
- 2019 –  SEG Racing Academy
- 2020 –  Team Sunweb
- 2021 –  Team DSM
- 2022 –  Team DSM
- 2023 –  Team dsm-firmenich[a]
- 2024 –  Tudor Pro Cycling Team
- 2025 –  Tudor Pro Cycling Team

Arensman (vanaf 1 juli) · Arndt · Benoot · Bol · Dainese · Denz · Donovan · Eekhoff · Gall · Haga · Hamilton · Hindley · Hirschi · Kanter · Kelderman · A. Kragh Andersen · S. Kragh Andersen · Matthews · Nieuwenhuis · Oomen · Pedersen · Power · Roche · Salmon · Storer · Stork · Sütterlin · Tusveld · Van Wilder · Vermaerke (stagiair)
Arensman · Arndt · Bardet · Benoot · Bol · Brenner · Combaud · Dainese · Denz · Donovan · Eekhoff · Gall · Haga · Hamilton · Hindley · Kanter · A. Kragh Andersen · S. Kragh Andersen · Leknessund · Markl · Nieuwenhuis · Pedersen · Roche · Salmon · Storer · Stork · Sütterlin · Tusveld · Vermaerke · Van Wilder
Arensman · Arndt · Bardet · Bittner (vanaf 1/8) · Bol · Brenner · Combaud · Dainese · Degenkolb · Denz · Donovan · Eekhoff · Hamilton · Heinschke · Hvideberg · A. Kragh Andersen · S. Kragh Andersen · Leknessund · Markl · Mayrhofer · Naberman · Nieuwenhuis · Pedersen · Rodenberg · Stork · Tusveld · van Uden (vanaf 1/8) · Vandenabeele · Vermaerke · Welsford
Andresen · Bardet · Bevin · Bittner · Brenner · Combaud · Dainese · Degenkolb · Dinham · Edmondson · Eekhoff · Hamilton · Heinschke · Hvideberg · Leknessund · Markl · Mayrhofer · Milesi · Naberman · Onley · Poole · Rodenberg · Stork · Tusveld · van Uden · Vandenabeele · Vanhoucke (tot 14/8) · Vermaerke · Welsford
Bohli · Brenner · Brun · Charrin · Dainese · de Kleijn · J. Eriksson · L. Eriksson · Froidevaux · Heming · Kamp · Kelemen · Kluckers · Kolze Changizi · Krieger · Mayrhofer · Pellaud · Pluimers · Reichenbach · Rondel (vanaf 20/7) · Storer · Stork · Suter · Thalmann · Trentin · Voisard · Wilksch · Wirtgen · Zijlaard